# Friedrich Wencker-Wildberg
Friedrich Wencker-Wildberg (* 27. Juni 1896 in Würzburg; † 2. April 1970 in Uffenheim) war ein deutscher Schriftsteller, Übersetzer, Historiker und Redakteur. Seinem Geburtsnamen Friedrich Wencker fügte er den Namen des von ihm bewirtschafteten Berghofs Wildberg an und nannte sich Wencker-Wildberg. Er veröffentlichte auch unter Pseudonymen wie Günter Scholl, Wilhelm Recken und Gottfried Faltner.
Wencker studierte in Würzburg, Bern, Berlin und Hamburg insgesamt 16 Semester Geschichte, klassische Philologie und Philosophie. Bereits während seines Studiums schrieb er eine erste Biografie Napoleons und erwarb sich in der Folge einen exzellenten Ruf als Kenner der französischen Geschichte. Neben seiner schriftstellerischen Tätigkeit war er als Schriftleiter und Redakteur verschiedener Zeitschriften tätig und übersetzte Werke von unter anderem Giacomo Casanova, Honoré de Balzac, Alexandre Dumas d. Ä. und Raoul Brice. Privat bewirtschaftete er als Landwirt den von seinen Eltern geerbten Besitz. Der als rastlos und produktiv geltende Wencker-Wildberg hinterließ bei seinem Tod ein umfangreiches Gesamtwerk von mehr als hundert Bänden.

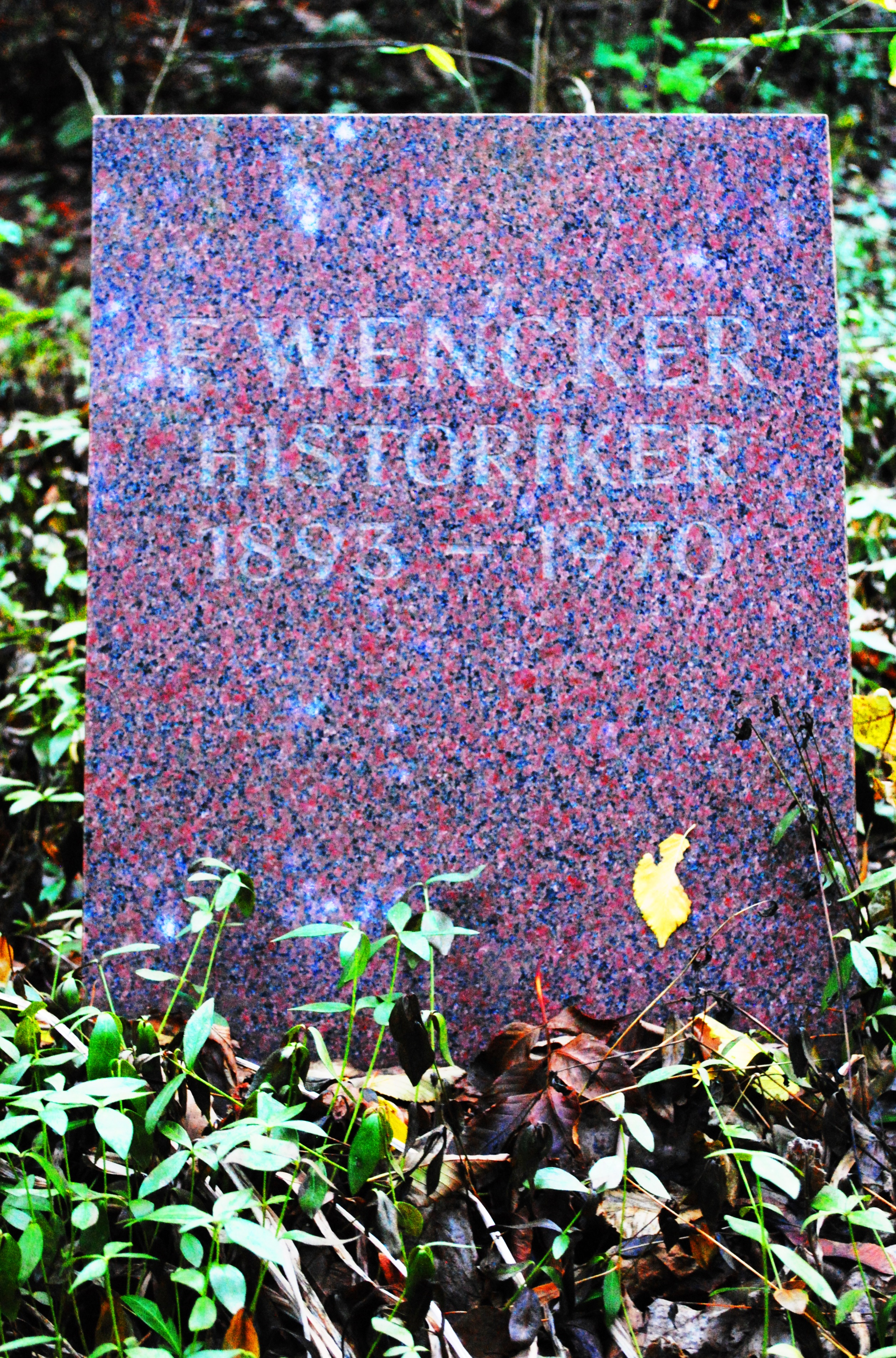
Grabstein von Friedrich Wencker-Wildberg unterhalb von Schloss Wildberghof

Er ist der Namensgeber des Wencker-Wildberg-Verlags aus Uffenheim. Im gleichen Ort ist die Friedrich-Wencker-Straße nach ihm benannt.

## Werke (Auswahl)
- 1921: Der unvermeidliche Krieg zwischen Japan und Amerika: Eine politische Studie. Stuttgart, Leipzig, Neuer Stuttgarter Verlag
- 1925: Von Schiffen, die untergegangen: Ein Buch der Schiffbrüche und Meereskatastrophen.
- 1934: Ungekrönte Könige. Versuch einer Weltgeschichte des Abenteurers. Das Bergland-Buch, Graz
- 1935: Bernadotte: Soldat, Marschall, König – Der Lebensroman eines Glückskindes der Revolution. Hamburg, Leipzig, Hoffmann & Campe
- 1935: Abessinien, das Pulverfaß Afrikas: Vorgeschichte, Ursachen und Auswirkungen des italienisch-abessinischen Konfliktes. Düsseldorf, Bagel
- 1936: Mata Hari: Tänzerin, Kurtisane, Spionin. Hamburg, Hoffmann & Campe
- 1937: Die spanische Salome. Der Roman der Fürstin Eboli und des Staatssekretärs Antonio Perez. Leipzig, Payne
- 1939: Das Haus Napoleon: Geschichte eines Geschlechts. Stuttgart, Strecker & Schröder
- 1944: Rätsel der Weltgeschichte. Berlin, Scherl
- 1949: Sechshundert-Jahrfeier der Stadt Uffenheim. Würzburg, Richter
- 1959: Ungekrönte Könige. Abenteurer der Weltgeschichte. Bertelsmann Lesering, Gütersloh